# Глебовское подворье

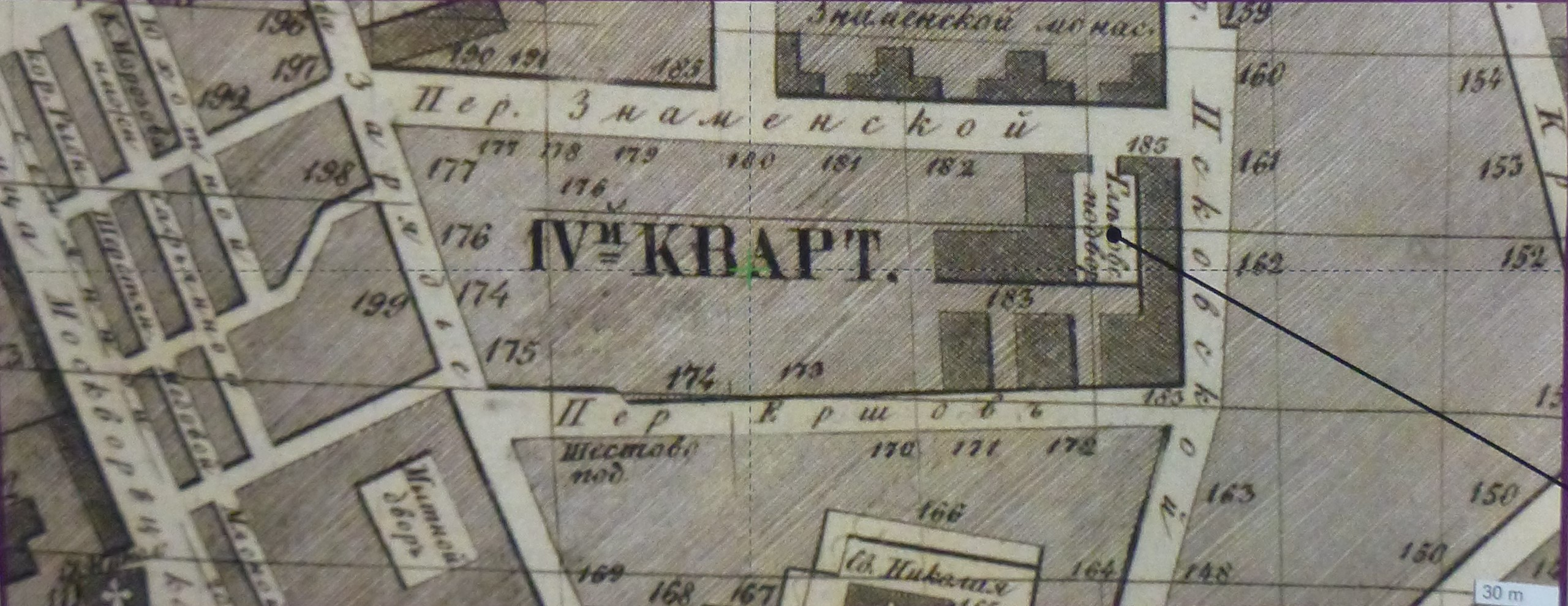
Глебовское подворье на плане Москвы 1846 года

Глебовское подворье (также «Жидовское подворье», «Еврейское подворье») — единственное место, где с 1828 года по 1856 год разрешалось проживать евреям, приезжающим в Москву по торговым делам. Располагалось в Зарядье в принадлежавшем московским властям бывшем доме Дмитрия Глебова. Евреи, проживавшие на подворье, не имели права покидать его территорию в ночное время, а также в период с пятницы до вечера субботы. Население подворья состояло исключительно из иудеев-мужчин. За период с 1838 по 1847 годы на Глебовском подворье временно проживали 3049 евреев. В июне 1856 года евреям было разрешено повсеместно селиться в Москве, но часть евреев осталась жить на Глебовском подворье.

## Возникновение подворья
Разделы Польши привели к включению в состав России земель со значительным еврейским (иудейским) населением. Для недопущения переселения евреев на остальную территорию была создана «Черта оседлости», за пределами которой запрещалось селиться (за немногими исключениями) лицам иудейского вероисповедания. В Москву приезжали еврейские купцы, которые привозили товары для оптовой продажи и закупали большие партии тканей местного производства. В 1827 году министр внутренних дел разрешил еврейским купцам приезжать в Москву без семей и не более двух раз в год (максимум в течение двух месяцев).
В 1820-е годы в Зарядье уже были первые еврейские учреждения — в основном молельни. В 1828 году московский генерал-губернатор Дмитрий Голицын принял решение о том, что все прибывающие в Москву евреи должны проживать на Глебовском подворье.

## Описание подворья
Здание расположенного в Зарядье подворья принадлежало московским властям на условиях ограниченного владения. Его прежний собственник, действительный статский советник Дмитрий Глебов, к концу жизни ослеп и пожертвовал дом московской казне, с условием, чтобы все доходы от аренды дома поступали на содержание глазной лечебницы. Здание было двухэтажным и располагалось в Знаменском переулке. До 1828 года здание служило местом проживания и хранения товаров приезжих купцов (в основном евреев).
Для поездки в Москву еврей должен был (помимо обычного паспорта) иметь также паспорт от губернатора. Казачий конвой у московской заставы отбирал у приехавшего еврея документы и препровождал его в Глебовское подворье, откуда еврея везли в полицейский участок для оформления бумаг, после которых выдавали разрешение на проживание на Глебовском подворье. Далее еврея передавали коменданту Глебовского подворья, который предоставлял ему помещение по своему усмотрению. На территории подворья была также столовая, в которой готовили пищу в соответствии с иудейской религией. По субботам евреи не работали.
Упаковку для товара еврей должен был приобретать на месте. Упаковывать товар еврей мог только на территории подворья.
Население Глебовского подворья состояло только из евреев-мужчин. По официальным данным, за период с 1838 года по 1847 год на территории подворья проживали 3049 евреев.

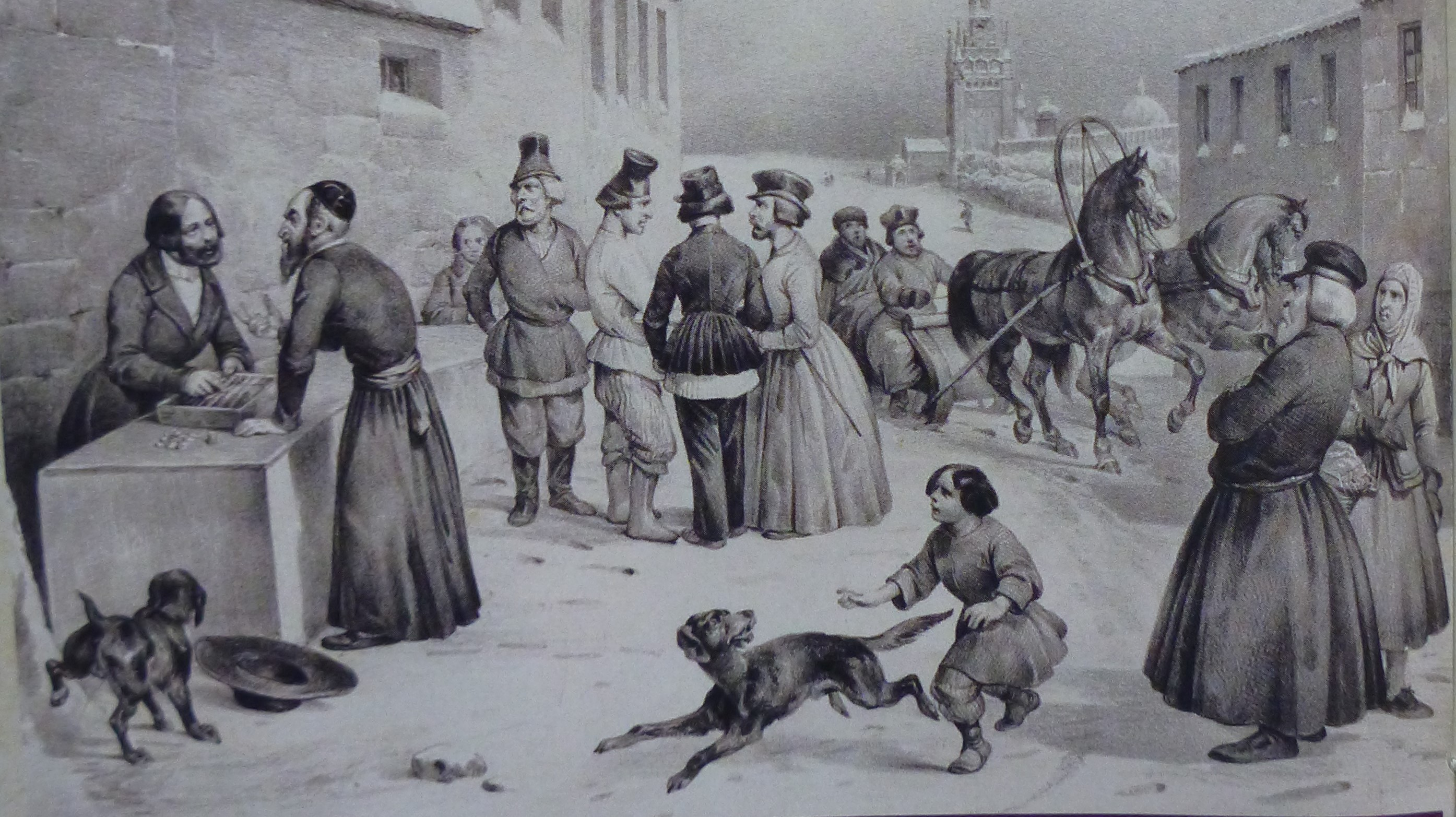
Еврей среди русских менял в Москве, конец 1830-х - начало 1840-х годов

Постояльцы подворья днём могли передвигаться по Москве — посещали «ряды» и Гостиный двор. Вечером в пятницу ворота подворья закрывались — до вечера субботы или до утра воскресенья. Также подворье закрывалось на ночь и опоздавшие жильцы ночевали на улице.
Евреи пытались добиться от российских властей разрешения проживать вне подворья. В 1847 году была записка еврейских купцов министру внутренних дел с просьбой отменить «унизительное принуждённое квартирование в Глебовском подворье», но она не дала результатов. В июне 1856 года подворье было упразднено: евреям разрешили повсеместно селиться в Москве

## Подворье после 1856 года
После 1856 года многие евреи Москвы продолжали жить на Глебовском подворье. К концу 1870 годов рядом с Глебовским подворьем открылась синагога — первая в Москве. Отслужившие в армии 25 лет евреи имели право заводить семьи и еврейские купцы стали привозить в Москву девушек из бедных семей, которые там вступали в брак с такими евреями. В середине 1860-х годов «День» так описывал бывшее еврейское подворье:

У нас на самом деле существует «китайская стена», окружающая наше московское гетто — Зарядье. Здесь скромно приютилась в тесных, серых, грязных помещениях большая часть нашего еврейского населения. Евреи как будто сроднились с этой местностью, и русское население, так сказать, с ним сжилось и свыклось, не питая к ним никаких недружелюбных чувств…
Писатель Иван Белоусов сообщал, что в начале 1870-х годов Зарядье было наполовину заселено евреями:

Жили евреи, мелкие торговцы и ремесленники, снимая комнаты, в домах известных домовладельцев, которые строили дома для сдачи и тип построек был самый экономный; для того чтобы уменьшить число лестниц и входов, с надворной части были устроены длинные галереи, или, как их называли, «галдарейки», в каждую квартиру вёл только один вход. В «галдарейках» в летнее время располагались мастеровые со своими работами…
Вечером по субботам евреи гуляли в Александровском саду. На суккот строили временные из лёгкого тёса сараи-кущи, покрытые еловыми ветками (так, чтобы было видно небо, поскольку на суккот евреям запрещено принимать пищу в закрытых помещениях), в которых вечером все евреи принимали пищу.

## В художественной литературе
- Подворье описано в рассказе Осипа Рабиновича «Наследственный подсвечник», где оно названо «Жидовское подворье»[2]